# Batrachornis namaquensis
Batrachornis namaquensis är en insektsart som beskrevs av Henri Saussure 1888. Batrachornis namaquensis ingår i släktet Batrachornis och familjen Pamphagidae. Inga underarter finns listade i Catalogue of Life.